# 宮崎市生目の杜運動公園
宮崎市生目の杜運動公園（みやざきし いきめのもりうんどうこうえん、Miyazaki City Ikimenomori Sports Park）は、宮崎県宮崎市にある運動公園。市の中心部に位置する市民スポーツパークである。施設は宮崎市が所有し、MSG・ミズノグループ（代表団体：学校法人宮崎総合学院、構成団体：ミズノ）が指定管理者として運営管理を行っている。

## 概要
公園の整備は総事業費は約173億円をかけて、1999年から2008年まで行われた。なお、指定管理者は2009年4月から2013年3月まで財団法人宮崎市花のまちづくり公社であったが、2013年4月よりMSG・ミズノグループが選定されている。
「宮崎市生目の杜運動公園」の整備事業は「赤江大橋」「エコクリーンプラザみやざき」と並んで当時の宮崎市長・津村重光が手掛けた「3大プロジェクト」と称された。なお、「3大プロジェクト」に伴って約307億円の市債（住民参加型公募地方債）を発行したが、宮崎市の市債残高が津村の市長就任前（1993年）の約778億円から津村の退任1年前（2009年）に約2,033億円へ増加した要因ともなった。

## 施設
- アイビースタジアム（野球場）

- 第2野球場
  - 完成時期　2003年10月[6]
  - グラウンド：8,754m2[2]、両翼：100m[2]、センター：122m[2]
  - 夜間照明　4基[2]
  - 客席　約250席[2]
  - 2004年より日本野球機構 (NPB) ・パシフィック・リーグの福岡ダイエーホークス（2005年以降の球団名は「福岡ソフトバンクホークス」）が当公園で春季キャンプを行っており、アイビースタジアム以外に第2野球場、はんぴドーム、多目的グラウンドA、多目的グラウンドBを使用している。
- はんぴドーム
  - 完成時期　2003年10月[6]
  - 屋内運動場：65m×65m（人工芝）[2]
  - 屋内投球練習場外部観覧席　約100席[2]
  - 附属棟（屋内および屋外ブルペン）
- 多目的グラウンドA
  - 完成時期　2003年10月[6]
  - グラウンド：126m×126m（混合土）[2]
- 多目的グラウンドB
  - 完成時期　2005年10月、2007年4月[6]
  - 天然芝コート：17,330m2[2]
  - 人工芝コート：8,784m2[2]
  - 夜間照明　12基[2]
- テニスコート
  - 完成時期　2006年1月[6]
  - コート数：16面（内、夜間照明設備4面）[2]
  - コート：砂入り人工芝[2]
- 陸上競技場
  - 完成時期　2006年4月[6]
  - 日本陸上競技連盟第3種公認競技場[2]
  - トラック　400m×9レーン[2]
  - フィールド：天然芝[2]
  - スタンド：約12,000人（スタンド960席、芝生約10,800人）[2]
  - 日本フットボールリーグに所属するホンダロックSCが主催試合を開催している。
  - 2014年はファジアーノ岡山およびアビスパ福岡の二つの日本プロサッカーリーグ（Jリーグ）加盟クラブが春季キャンプを行った[7]。
  - 2019年10月6日には県内初となるJリーグ公式戦、J3第25節・FC東京U-23対ロアッソ熊本戦が行われた。
- 体育館
  - 完成時期　2006年4月[6]
  - アリーナ
    - バスケットボールコート（2面）[2]
    - バレーボールコート（3面）[2]
    - バドミントンコート（6面）[2]

  - 管理棟を併設している[2]
- その他
  - 中央休憩所・中央プロムナード
  - 東広場・エントランス
  - プロムナード
  - 芝生広場（南：9,492m2、西：13,760m2[6]）
  - ランニングコース
  - 駐車場：1,301台[2]

## アクセス
- バス
  - 宮交シティより「記念病院・生目の杜」行で「生目の杜運動公園」下車[8]
- 自動車
  - JR日豊本線・宮崎駅より20-30分[1][8][9]
  - 宮崎空港より30-40分[1][8][9]
  - 宮崎自動車道・宮崎西インターチェンジより5-10分 [1][8]
  - 宮交シティより約25分[9]
- 臨時バス
  - 福岡ソフトバンクはキャンプ時に宮崎駅から有料の臨時バスを運行している[9]。